# Tucker-Kreis

Tucker-Kreis (braun) parametrisiert mit Parameter t, Umkreis (lila), erster Lemoine-Kreis (grün), zweiter Lemoine-Kreis (rot), dritter Lemoine-Kreis (orange), Taylor-Kreis (blau)

Ein Tucker-Kreis eines Dreiecks, benannt nach Robert Tucker (1832–1905), ist einer der besonderen Kreise der Dreiecksgeometrie. Hierbei besitzt ein gegebenes Dreieck nicht nur einen einzelnen Tucker-Kreis, sondern eine Schar von Tucker-Kreisen. Diese umfasst eine Reihe spezieller Kreise des Dreiecks, darunter der Umkreis, der erste Lemoinesche Kreis, der zweite Lemoinesche Kreis, der dritte Lemoinesche Kreis und der Taylor-Kreis.

## Definition

Ein Tucker Kreis (rot) und Tucker-Hexagon mit grünen Antiparallelen und blauen Parallelen, Winkel gleicher Farbe sind gleich groß

Man beginnt mit einem Punkt auf einer der (verlängerten) Seiten eines Dreiecks und konstruiert dann sukzessive fünf weitere Punkte, indem man abwechselnd die Parallele oder Antiparallele zu einer Dreiecksseite durch den letzten erhaltenen Punkt mit der (verlängerten) anderen Dreiecksseite schneidet und so den nächsten Punkt erhält. Beginnt man zum Beispiel mit einem Punkt {\displaystyle Q_{c}} auf {\displaystyle AB}, dann schneidet die Antiparallele zu {\displaystyle AC} durch {\displaystyle Q_{c}} {\displaystyle BC} in  {\displaystyle P_{a}}. Die Parallele zu {\displaystyle AB} durch {\displaystyle P_{a}} schneidet {\displaystyle AC} in {\displaystyle Q_{b}}. Die Antiparallele zu {\displaystyle BC} durch {\displaystyle Q_{b}} schneidet {\displaystyle AB} in {\displaystyle P_{c}}. Die Parallele zu {\displaystyle AC} durch {\displaystyle P_{c}} schneidet {\displaystyle BC} in {\displaystyle Q_{a}}. Die Antiparallele zu {\displaystyle AB} durch {\displaystyle Q_{a}} schneidet {\displaystyle AC} in {\displaystyle P_{b}}. Schließlich schneidet die Parallele zu {\displaystyle BC} durch {\displaystyle P_{b}} {\displaystyle AB} in {\displaystyle Q_{c}}. Man ist also nach abwechselnd je drei Parallelen und Antiparallelen wieder am Ausgangspunkt {\displaystyle Q_{c}} angekommen. Dies ist eine allgemeine Eigenschaft eines so konstruierten Streckenzuges {\displaystyle Q_{c}P_{a}Q_{b}P_{c}Q_{b}P_{b}Q_{c}}, zudem liegen dessen sechs Punkte  auf einem gemeinsamen Kreis, dem Tucker-Kreis. Das durch geschlossenen Streckenzug gebildete Hexagon wird als Tucker-Hexagon bezeichnet.

## Eigenschaften und Beziehungen

Ein Tucker-Kreis und Tucker-Hexagon (braun)

Brocard-Inellipse (rot) als Hüllkurve der Tucker-Kreise mit Mittelpunkten auf der Geraden, sowie Brocard-Punkte

Im Folgenden bezeichnet {\displaystyle K} den Lemoinepunkt und {\displaystyle O} den Umkreismittelpunkt eines Dreiecks {\displaystyle \triangle ABC} mit einem Tucker-Hexagon {\displaystyle Q_{c}P_{a}Q_{b}P_{c}Q_{b}P_{b}}, dessen antiparallele Seiten {\displaystyle Q_{c}P_{a}}, {\displaystyle Q_{b}P_{c}} und {\displaystyle Q_{a}P_{b}} sind. {\displaystyle T} ist der Mittelpunkt des zugehörigen Tucker-Kreises. {\displaystyle L} ist der Schnittpunkt der Geraden {\displaystyle AK} mit {\displaystyle Q_{b}P_{c}}, {\displaystyle M}  der Schnittpunkt der Geraden {\displaystyle BK} mit {\displaystyle Q_{c}P_{a}} und {\displaystyle N} der Schnittpunkt der Geraden {\displaystyle CK} mit {\displaystyle Q_{a}P_{b}}. {\displaystyle H_{a}}, {\displaystyle H_{b}} und {\displaystyle H_{c}} sind die Fußpunkte der Höhen des Dreiecks {\displaystyle \triangle ABC}. Mit diesen Bezeichnungen gelten die folgenden Aussagen:
- Die drei antiparallelen Seiten des Tucker-Hexagons sind gleich lang, das heißt, es gilt: {\displaystyle |Q_{b}P_{c}|=|Q_{c}P_{a}|=|Q_{a}P_{b}|}. Zudem werden sie von den Verbindungsgeraden der Ecken mit dem Lemoinepunkt halbiert, also: {\displaystyle |Q_{b}L|=LP_{c}|=|Q_{c}M|=|MP_{a}|=|Q_{a}N|=|NP_{b}|}.[2]

- Die drei antiparallelen Seiten des Tucker-Hexagons sind parallel zu den Seiten des Höhenfußpunktdreiecks {\displaystyle \triangle H_{a}H_{b}H_{c}}, das heißt, es gilt: {\displaystyle Q_{b}P_{c}\parallel H_{b}H_{c}},  {\displaystyle Q_{c}P_{A}\parallel H_{c}H_{a}} und  {\displaystyle Q_{a}P_{b}\parallel H_{a}H_{b}}.[3]

- Das Dreieck {\displaystyle \triangle LNM} ist eine zentrische Streckung des Dreiecks {\displaystyle \triangle ABC} mit dem Lemoinepunkt {\displaystyle K} als Streckzentrum und dem Streckfaktor {\displaystyle {\frac {|KL|}{|KA|}}={\frac {|KM|}{|KB|}}={\frac {|KN|}{|KC|}}}.[2]

- Die Verbindungsgeraden der Eckpunkte mit dem Umkreismittelpunkt stehen senkrecht auf den (verlängerten) anitparallelen Seiten des Tucker-Hexagons. Es gilt:  {\displaystyle Q_{b}P_{c}\perp AO},  {\displaystyle Q_{c}P_{a}\perp BO} und {\displaystyle Q_{a}P_{b}\perp CO}.[2]

- Der Mittelpunkt {\displaystyle T} eines Tucker-Kreises liegt auf {\displaystyle KO}, der Verbindungsgeraden von Lempoinepunkt und Umkreismittelpunkt. Dabei entspricht das Verhältnis {\displaystyle {\frac {|KT|}{|KO|}}} dem Streckfaktor der zentrischen Streckung, die das Dreieck{\displaystyle \triangle ABC} in das Dreieck {\displaystyle \triangle LNM} überführt. Es gilt also  {\displaystyle {\frac {|KT|}{|KO|}}={\frac {|KL|}{|KA|}}={\frac {|KM|}{|KB|}}={\frac {|KN|}{|KC|}}}.[2]

- Die Brocard-Inellipse des Dreiecks {\displaystyle \triangle ABC} ist die Enveloppe der Tucker-Kreise des Dreiecks.[3]

- Den Umkreis erhält man als Tucker-Kreis, wenn das Tucker-Hexagon {\displaystyle Q_{c}P_{a}Q_{b}P_{c}Q_{b}P_{b}} in das Dreieck {\displaystyle \triangle ABC} übergeht, also {\displaystyle Q_{b}=P_{c}=A}, {\displaystyle Q_{c}=P_{a}=A} und {\displaystyle Q_{a}=P_{b}=C}  gilt.

Parametrisiert man die Schar der Tucker-Kreise eines Dreiecks anhand der orientierten Länge der Strecke {\displaystyle Q_{b}P_{c}}:
{\displaystyle t={\begin{cases}\ \ \,|Q_{b}P_{c}|,&{\text{ falls }}A\notin {\text{ Strecke }}P_{c}B\\-|Q_{b}P_{c}|,&{\text{ falls }}A\in {\text{ Strecke }}P_{c}B\end{cases}}}
Dann ergibt sich für den Radius eines Tucker-Kreises die folgende Formel in Abhängigkeit von {\displaystyle t}:
{\displaystyle R(t)={\sqrt {\frac {t^{2}(a^{2}b^{2}+b^{2}c^{2}+a^{2}c^{2})-t(a^{2}+b^{2}+c^{2})abc+a^{2}b^{2}c^{2}}{(a+b+c)(-a+b+c)(a-b+c)(a+b-c)}}}}
Für spezielle Tucker-Kreise ergeben sich dabei die Parameter in der Tabelle.
| Tucker-Kreis          | Parameter                                                                    |
| --------------------- | ---------------------------------------------------------------------------- |
| Umkreis               | {\displaystyle t=0}                                                          |
| erster Lemoine-Kreis  | {\displaystyle t={\frac {abc}{a^{2}+b^{2}+c^{2}}}}                           |
| zweiter Lemoine-Kreis | {\displaystyle t={\frac {2abc}{a^{2}+b^{2}+c^{2}}}}                          |
| dritter Lemoine-Kreis | {\displaystyle t={\frac {3abc}{a^{2}+b^{2}+c^{2}}}}                          |
| Taylor-Kreis          | {\displaystyle t={\frac {1}{4}}{\frac {(a+b+c)(-a+b+c)(a-b+c)(a+b-c)}{abc}}} |
| Apollonius-Kreis      | {\displaystyle t=-{\frac {a+b+c}{2}}}                                        |